# Rytíři zajíce
Rytíři zajíce nebo též Řád zaječích rytířů (anglicky Knights of the Hare) byl krátkodobý anglický rytířský řád, který založil roku 1338 anglický král Eduard III. a který zanikl se smrtí svého posledního člena.
Okolnosti vzniku řádu jsou víceméně úsměvné a anekdotické. Ve středověku bylo obvyklé, že se pasování panošů na rytíře odehrávalo na bitevním poli. Někdy se tak dělo po bitvě, kdy byl panoš povýšen za svou statečnost, ale někdy těsně před bitvou, aby se panoš mohl zúčastnit bitvy jako rytíř. Na počátku stoleté války shromáždili Eduard III. a francouzský král Filip VI. svá vojska ve Francii, ale stále nedocházelo k rozhodující bitvě. Při jedné příležitosti, u řeky Šeldy, se obě vojska dostala k sobě na dohled, a to vyplašilo zajíce, který běžel směrem k Francouzům, kteří ho vítali hlukem a křikem. Některé anglické jednotky považovaly tento hluk za znak nadcházející bitvy a začaly činit přípravy k boji. A v rámci těchto příprav hrabě Vilém z Hainaultu urychleně pasoval 12 až 14 panošů na rytíře. Posléze nepřišel žádný útok a zjistilo se, že hluk Francouzů byl způsoben zajícem. Narychlo pasovaní rytíři proto byli nazváni „zaječími rytíři“ a byli tak zváni v tehdejších kronikách.